# Parque estatal de la Pedra Azul

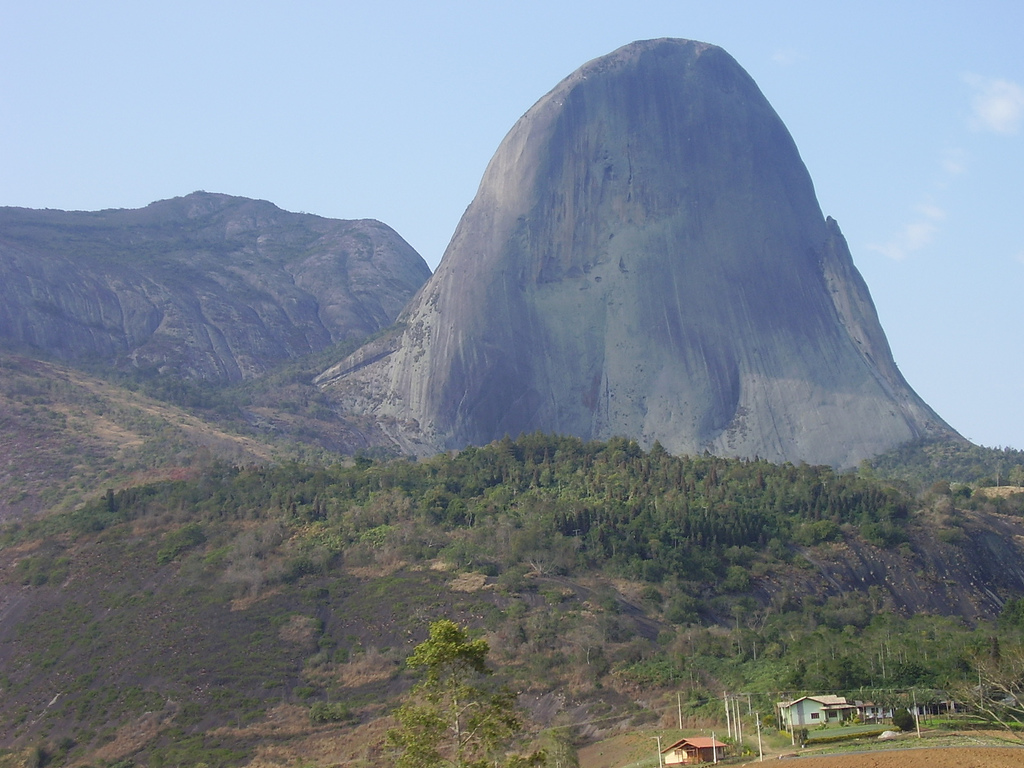
Parque Estadual da Pedra Azul, con Pedra Azul 1822 m, al fondo

El Parque Estatal da Pedra Azul es un parque estatal del estado de Espírito Santo, Brasil. El parque se encuentra en Domingos Martins, una ciudad brasileña colonizada por inmigrantes de Italia y Alemania, que se encuentra a 100 km  de distancia de la capital del estado, Vitória. El área puede proporcionar una sensación europea en Brasil con bonitas tiendas de café, tiendas de artesanías locales y auténticos restaurantes alemanes.
El parque estatal fue creada en 1960 por el gobierno brasileño para preservar el bosque y el ecosistema a su alrededor, y se encuentra dentro del Bosque Atlántico. El clima de montaña es cómodo con temperaturas promedio de 20 °C. La zona de los alrededores es muy verde y tiene una calidad del aire excelente, que es medible por varios líquenes que crecen alrededor del pico.
Una pequeña parte del parque está abierto al público; y con un poco de pre-programación, el senderismo y la escalada son también posibles. Pedra Azul es bien conocido por su color. Los cambios de color en función de las condiciones meteorológicas y la cantidad de luz, con el potencial para la visualización de más de 30 colores diferentes a lo largo de un día. Estos tonos de azul provienen del musgo que cubre la superficie de la roca.
La región con rica en biodiversidad y contiene muchas especies endémicas, se han catalogado 182 especies de aves, 51 especies de bromelias, 126 especies de orquídeas y en el parque hay muchas serpientes, ciervos y chinbinhas.
La Reserva Forestal de Pedra Azul fue transformada en Parque en 1991 con el objetivo de proteger el ecosistema de Mata Atlántica alrededor de Pedra Azul, ocupando un área que cubre tres municipios: Domingos Martins, Alfredo Chaves y Vargem Alta.